# Agrosoma carinona
Agrosoma carinona är en insektsart som beskrevs av Medler 1960. Agrosoma carinona ingår i släktet Agrosoma och familjen dvärgstritar. Inga underarter finns listade i Catalogue of Life.